# Mosteiros (Arronches)
Mosteiros é uma povoação portuguesa sede da Freguesia de Mosteiros do Município de Arronches, freguesia com 52,99 km² de área e 366 habitantes (censo de 2021), tendo, por isso, uma densidade populacional de 6,9 hab./km²
A freguesia localiza-se no extremo norte do município de Arronches, na margem esquerda da ribeira de Arronches, afluente do rio Caia, limitando com o município de Portalegre. Dista da sede do concelho cerca de 9 quilómetros.
Foi antiga freguesia de Nossa Senhora da Graça de Mosteiros e curato anual de apresentação da mitra, no termo de Arronches, e esteve anexada às freguesias de Esperança e Degolados até 1 de setembro de 1887.
A Freguesia de Mosteiros tem como base económica a agricultura, a olivicultura, a pecuária, a exploração de cortiça, o aproveitamento dos montados de azinho, a produção de carvão, a panificação e o comércio. É servida por uma razoável rede de vias de comunicação, com ligação directa a Arronches, Portalegre, e Espanha (por a Tojeira).
Além da sede, da freguesia fazem parte os seguintes lugares: Casa nova e Casa Nova da Sobreira, Colmeal, Barulho, Fazenda Nova, Joinal, Moeda, Nave Fria, Sobrado, Outeiro, Pomarinho, Pomar de Zuzarta, Pombal e Serrinha.

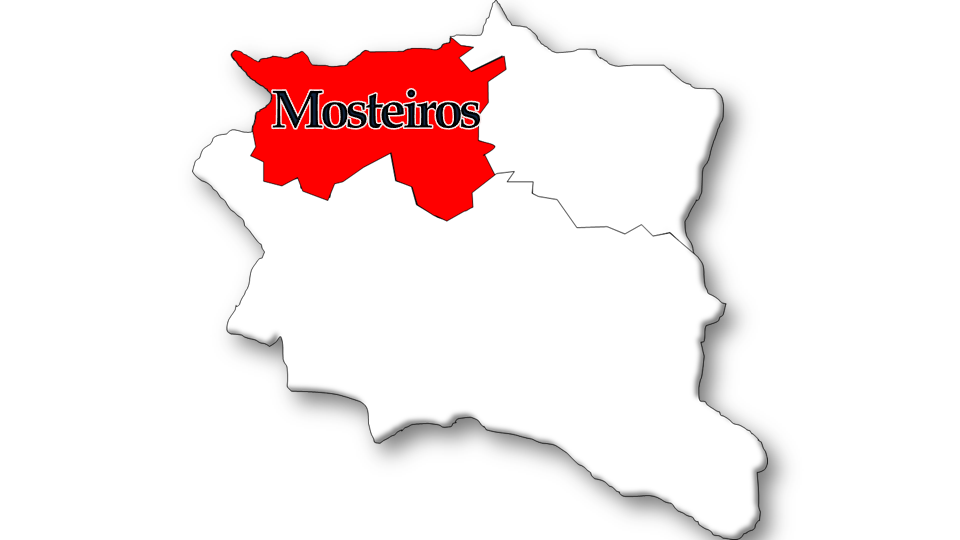
Localização da Freguesia de Mosteiros no Município de Arronches

## Demografia
A população registada nos censos foi:
| Distribuição da População por Grupos Etários | Distribuição da População por Grupos Etários | Distribuição da População por Grupos Etários | Distribuição da População por Grupos Etários | Distribuição da População por Grupos Etários |
| -------------------------------------------- | -------------------------------------------- | -------------------------------------------- | -------------------------------------------- | -------------------------------------------- |
| Ano                                          | 0-14 Anos                                    | 15-24 Anos                                   | 25-64 Anos                                   | > 65 Anos                                    |
| 2001                                         | 52                                           | 60                                           | 227                                          | 110                                          |
| 2011                                         | 43                                           | 47                                           | 203                                          | 163                                          |
| 2021                                         | 34                                           | 28                                           | 184                                          | 120                                          |

## Património
Do seu património histórico edificado, há a assinalar:
- Igreja de Nossa Senhora da Graça
- Ermida de São Bento
- Ermida do Monte da Venda (em ruínas)
- Ruínas da villa romana do Monte da Capela
- Antas das Sarnadas, de Fartos e da Nave Fria